# Арваніти

прапор арванітів

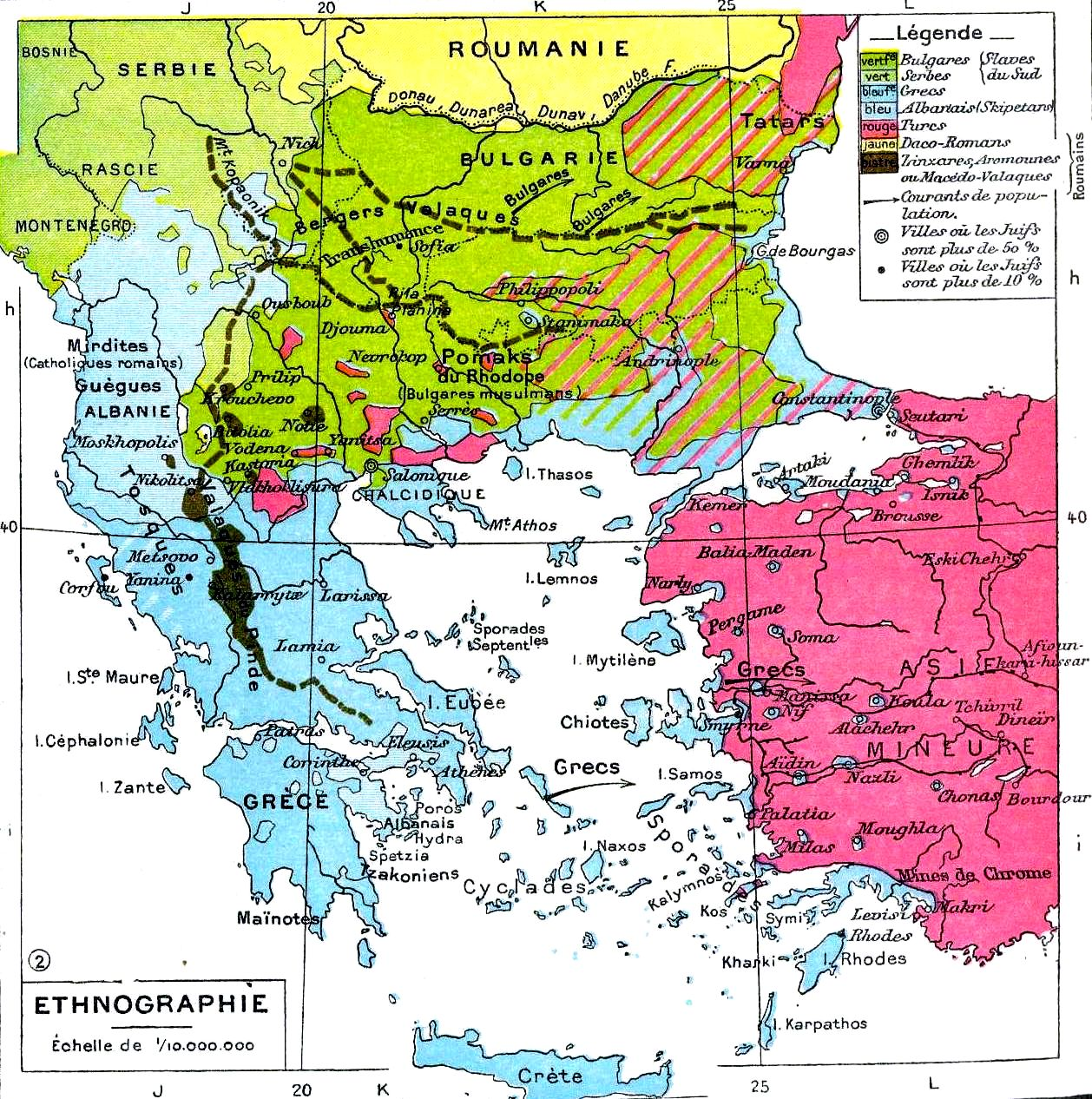
Етнічна мапа Балкан 1898 року з зоною албанців-арнаутів у області Атен

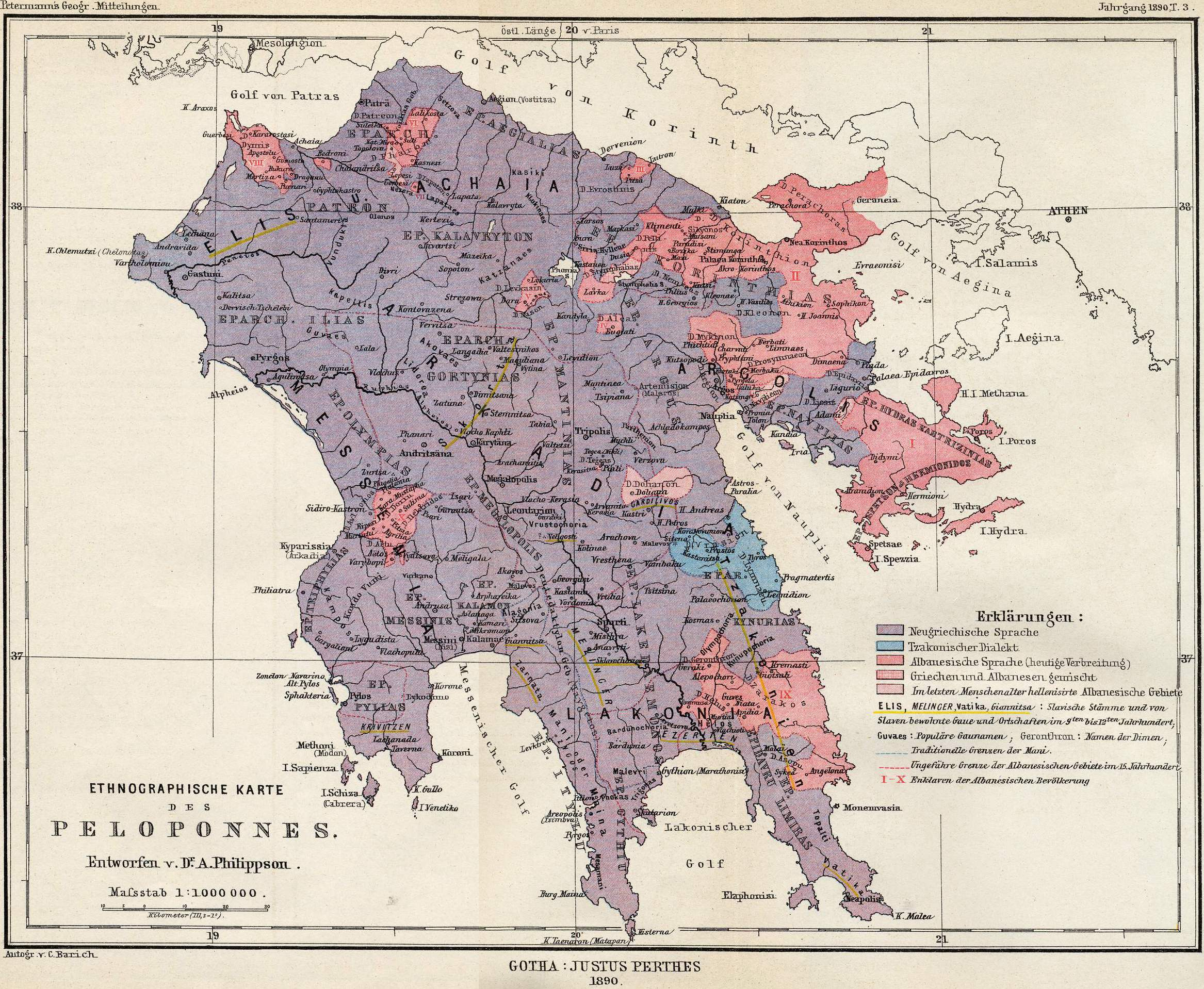
Етнічна мапа Пелопоннесу 1890 року з виділеним ареалом албанців-арнаутів червоним

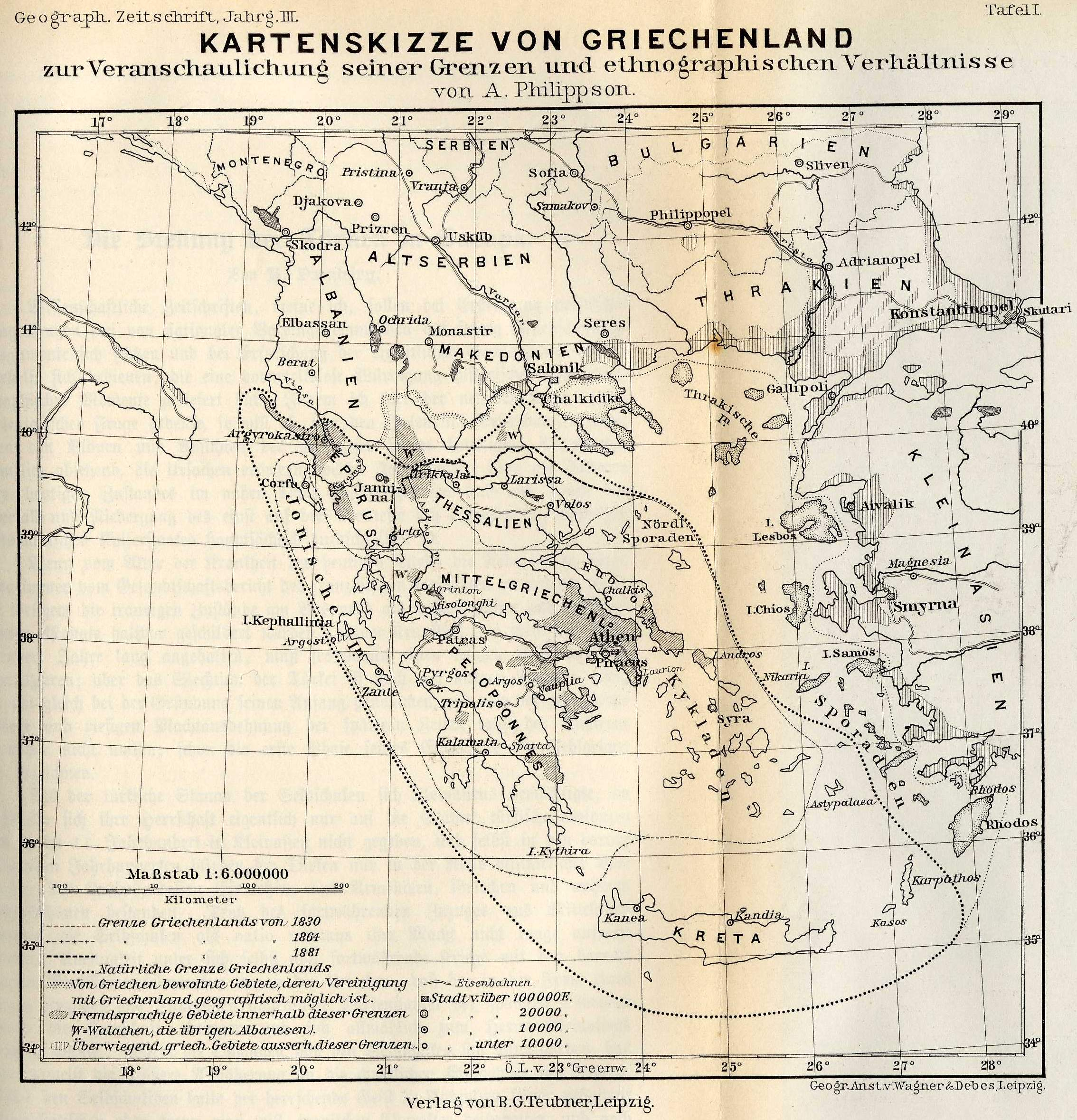
Етнічна мапа 1897 року з косоштрихованими зонами, заселеними арнаутами

Арваніти (грец. Αρβανίτες, також Арнау́ти (тур. Arnavutlar) — субетнічна група албанців, що виділилася з власне албанського етносу між 1300–1600 роками під час так званих балканських міграцій, які були викликані нашестям хрестоносців, ослабленням Візантійської імперії і вторгненням турків. Від кінця вищезгаданого періоду аж по XIX століття арнаути складали значну частину населення деяких регіонів Греції. На відміну від основного албанського ареалу, арнаути, що переселилися в межі історичної Греції (Аттика, Беотія, Пелопоннес і деякі грецькі острови) ще в роки Візантійської імперії, піддалися асиміляції та частковій елінізації, й тому залишилися вірні православ'ю і після нашестя турків. Арнаути також добре володіли грецькою мовою, хоча вона не була для більшості з них рідною аж до середини XX століття. В наш час корінні арнаути, особливо в районі грецької столиці міста Афіни — повністю елінізовані і стали частиною грецького народу, бо цьому сприяла асиміляційна політика грецької держави. Разом з тим, особливо після 2000 року, набирає оберти легальна і нелегальна імміграція сучасних албанців всіх віросповідань до Греції, де, за останніми статистичними даними (2007 рік), албанці становлять 57 % громадян, що натуралізуються.

## Історія
Основний потік албанської імміграції до Греції припав на період між XII і XV століттями. Спонукою для переселення албанців з території історичної Албанії (здебільшого з південного сходу країни) могла стати також відносна перенаселеність країни. Саму Албанію, на відміну від східної частини Балкан, після 1204 війнами не зачепило. Навпаки, країна увійшла до складу середньовічної грецької держави Епірський деспотат і, таким чином, вона стала частиною греко-православного опору хрестоносцям. Саме в цей час греки Епіра та албанці, що прийняли православ'я, стають особливо близькими в культурному плані. І все ж, в першу чергу, більшість албанських переселенців шукали можливість поліпшити своє матеріальне становище, і, отримавши великі земельні наділи у розореній війнами Греції, подеколи виконували роль найманців та військових поселенців в арміях різних держав: власне грецьких державних утворень, таких як Епірський деспотат, Морейський деспотат, відновлена Візантія; і інших — Латинська імперія хрестоносців, Венеційська республіка, Велика Влахія, Османська імперія тощо.
Частково імміграцію албанців, як, пізніше, і турків, було спровоковано самими грецькими і/або «латинськими» намісниками, що прагнули за короткий час відновити економіку розорених війною та епідеміями регіонів саме за допомогою албанської імміграції.

## Чисельність
Вважається, що між 1350 і 1418 близько 81 200 албанських найманців та їхніх сімей переселилися на територію сучасної Греції. Албанських переселенців рекрутували також арагонські загарбники, що захопили Афінське герцогство, венеційці (Наксоське герцогство), а потім і турки (Османська імперія), основною турботою яких стало заселення спорожнілих островів Евбея, Андрос та інших. Загалом до Греції переселилося понад 200 000 осіб. Ця кількість вражає, тим більше, що населення самого Константинополю у 1450 році становило не більше 80 тисяч.
Доля арнаутів складалася по-різному. В заорієнталізованій Греції, вже після становлення незалежної грецької держави, арнаути поступово асимілювалися і стали християнами. У більш європейській Сербії, проте, назрівав конфлікт між сербським населенням і культурно відмінними арнаутами, які сприйняли турецько-ісламські цінності і зуміли не тільки ісламізуватися, але і албанізували деяку частину скореного слов'янського і близького за етногенезом та культурою романського населення цієї частини Балкан (Косово, Західна Македонія). В наші часи арнаути практично втратили самовизначення як етнічна спільність, оскільки або возз'єдналися з албанським етносом, або були сильно елінізовані. Кількість людей, що вважають себе арнаутами, в Греції складає, за різними оцінками, від 30 000 до 140 000 осіб, хоча, так чи інакше, з ними генетично пов'язана майже третина населення материкової і певної частини острівної Греції (наприклад, острова Евбея).

## Мова
Ще у середині 20-го сторіччя рідною мовою арнаутів був особливий діалект албанської — арнаутська мова. Зараз вона практично втрачена.